# Anderson Nocetti
Anderson Nocetti (Florianópolis, 5 de março de 1974) é um remador brasileiro.
Nocetti tinha 12 anos quando foi a um treino de remo no clube Aldo Luz, em Florianópolis, junto com seu irmão, que já remava; treinou até 1994 e resolveu parar por dois anos.
Ao assistir os amigos competindo nos Jogos Olímpicos de Verão de 1996 em Atlanta, voltou a treinar com objetivo de participar dos Jogos Olímpicos de Sydney.
Em 1999, mudou-se para Porto Alegre para treinar no Grêmio Náutico União.
Integrou a delegação nacional nos Jogos Sul-Americanos de 2002 e 2006 e nos Jogos Pan-Americanos de 1999, 2003, 2007 e 2011.
Participou também das Olimpíadas de 2000, 2004, 2008 e 2012, sendo o primeiro remador brasileiro a competir em quatro Olimpíadas consecutivas.
Recebeu o Prêmio Brasil Olímpico de melhor remador em 2000 e 2001.